# マーマレード

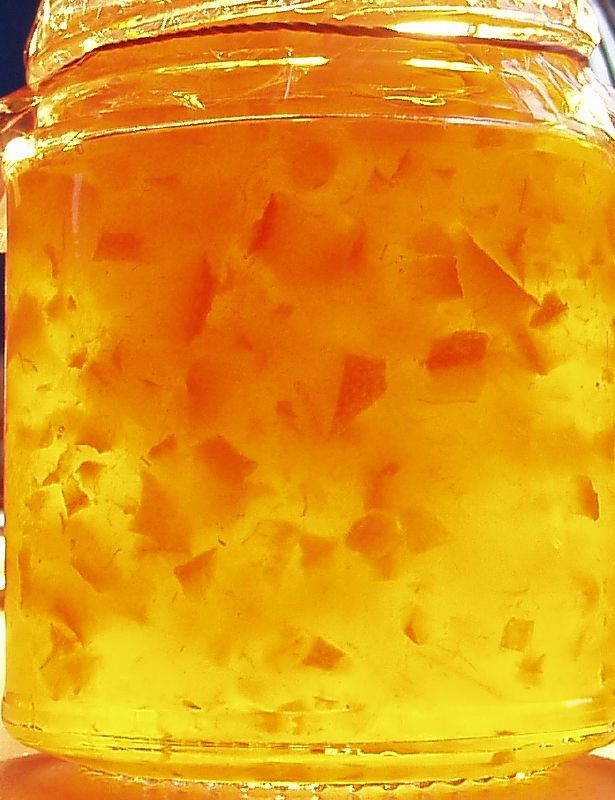
マーマレードのジャム

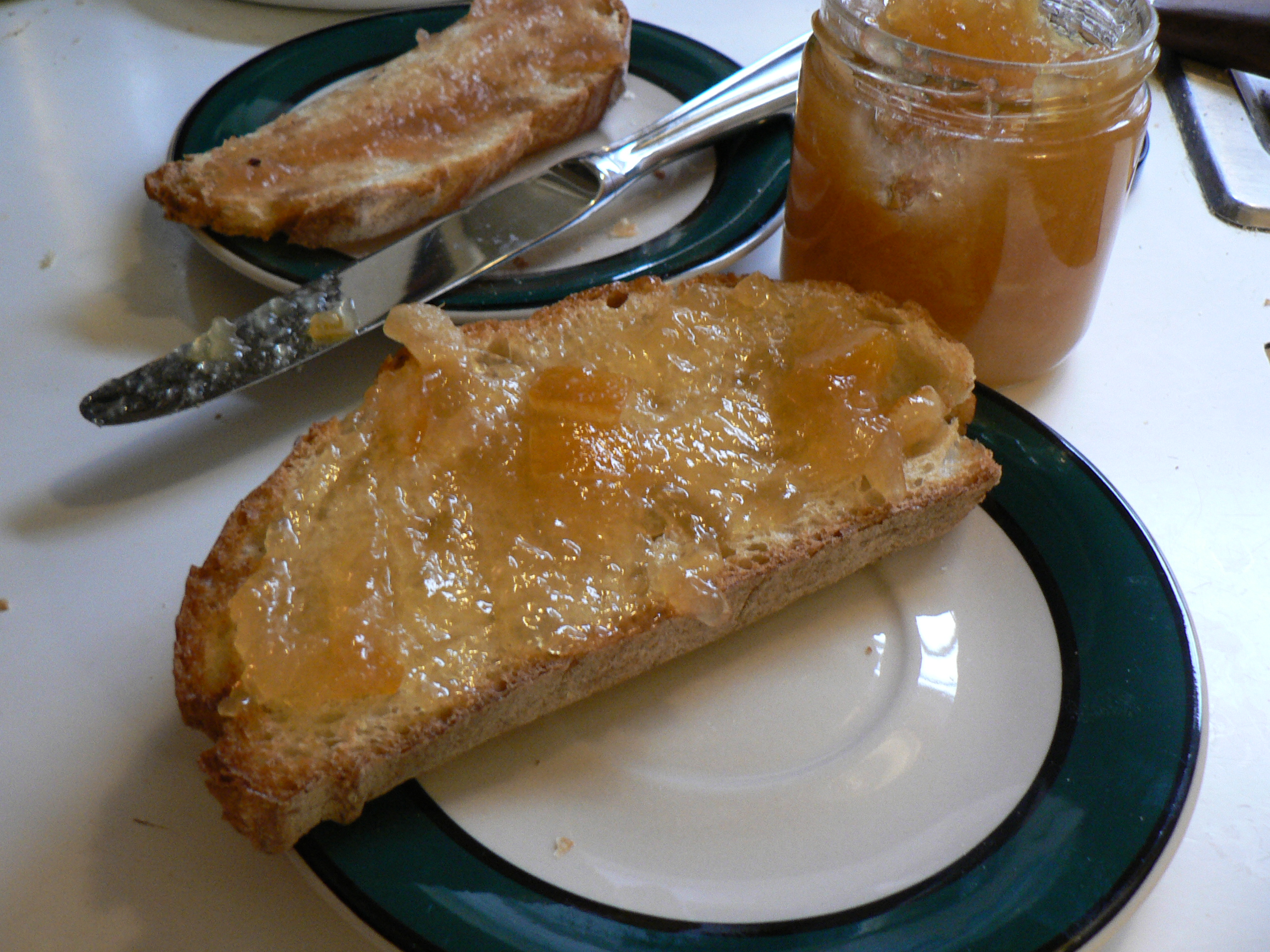
マーマレードのついたパン

マーマレード（英: marmalade）は、柑橘類を加工した食品。果皮が残っているため、苦味がある。ジャムと同様にパンに塗って食すことが多い。柑橘類を使い、果皮が入らないジャム様の食品はゼリーと呼ばれることがある。

## 作り方
主にオレンジ、夏ミカン、ユズ、グレープフルーツなどでつくられる。初めに実と皮を分け、皮は千切りにして水に浸す。実から果汁を絞り、皮と一緒に煮る。皮が柔らかくなったら砂糖を入れ、ペクチンの作用でゲル化するまでかき混ぜながら煮立てる。

## 食べ方
パンに塗ることが多い。スペアリブのたれにマーマレードを加えるのも一般的である。
ダンディーケーキのように菓子の材料や、カクテル、紅茶に入れる・併せるなど飲み物としての利用法もある。

## 由来
英語の「Marmalade」の語源はポルトガル語由来で、もとはマルメラーダ（ポルトガル語: marmelada）と言うマルメロ（ポルトガル語: marmelo）のジャムに由来する。マルメロを表す言葉が柑橘類のジャムを指す意味になった遠因として、マルメロの語源をさかのぼると、古代ギリシャ語でオレンジのジャムを意味する「melimêon」にたどることができ、古代のラテン語との交流の際に混同されてしまったと考えられている。
ほかに、マーマレードの起源をスコットランドに求める言説がいくつかあるが、学術的にみて信憑性は低いか、つじつまが合わない話が多い。
- スコットランドのメアリー女王がフランスの王太子フランソワ2世と結婚していた時期の話として、ある時メアリーが病気になり、お付きの者たちが「メアリー様は病気だ」という意味のフランス語「マリ・エ・マラード（フランス語: Marie est malade）」と言ったことが語源という説[2]。
- 同じくメアリー女王が船酔いになった時に言った、フランス語で船酔いを意味する「メール・マラード（フランス語: Mer malade）」を語源とする説[2]。
- 1797年にスコットランドのダンディーで嵐を避けて停泊していた貨物船から、ジェームス・ケイラー・アンド・サン社の創業者ジェームス・ケイラーが積み荷のセビリアオレンジを全て買い取り、種を含まない現在の形のマーマレードが初めてつくられるようになったとされる説[3]。この言説はイギリスでは定説化しているが[3]、1797年以前にも種なしマーマレードの存在を示す記録がある。ただし、マーマレードにオレンジの皮のチップを入れるアイデアはケイラーの妻が考案し、広まったといわれる[3]。

## 日本での受容
日本でのマーマレードの賞味の始まりについては詳細が明らかとなっていないが、文献上で最初期の例として福沢諭吉の書簡が挙げられる。明治26年（1893年）、萩在住の松岡勇記から名産の夏ミカンを贈られた返礼書である。夏ミカンで「マルマレット」を自製し、福沢自身も楽しんで調理に参加した雰囲気が窺える内容だが、この時点で東京では高価な輸入品も販売され、調理法も既に伝わっていたことがわかる。